# Kristijan Jakić
Kristijan Jakić, född 14 maj 1997 i Split i Kroatien, är en kroatisk fotbollsspelare som spelar för Eintracht Frankfurt och Kroatiens landslag.

## Landslagskarriär
Jakić debuterade för Kroatiens landslag den 8 oktober 2021 i en 3–0-vinst över Cypern, där han blev inbytt i den 84:e minuten mot Marcelo Brozović. I november 2022 blev Jakić uttagen i Kroatiens trupp till VM 2022.

## Meriter
Dinamo Zagreb
- Prva HNL: 2020/2021
- Kroatiska cupen: 2020/2021

Eintracht Frankfurt
- UEFA Europa League: 2021/2022